# كارل تشيرني

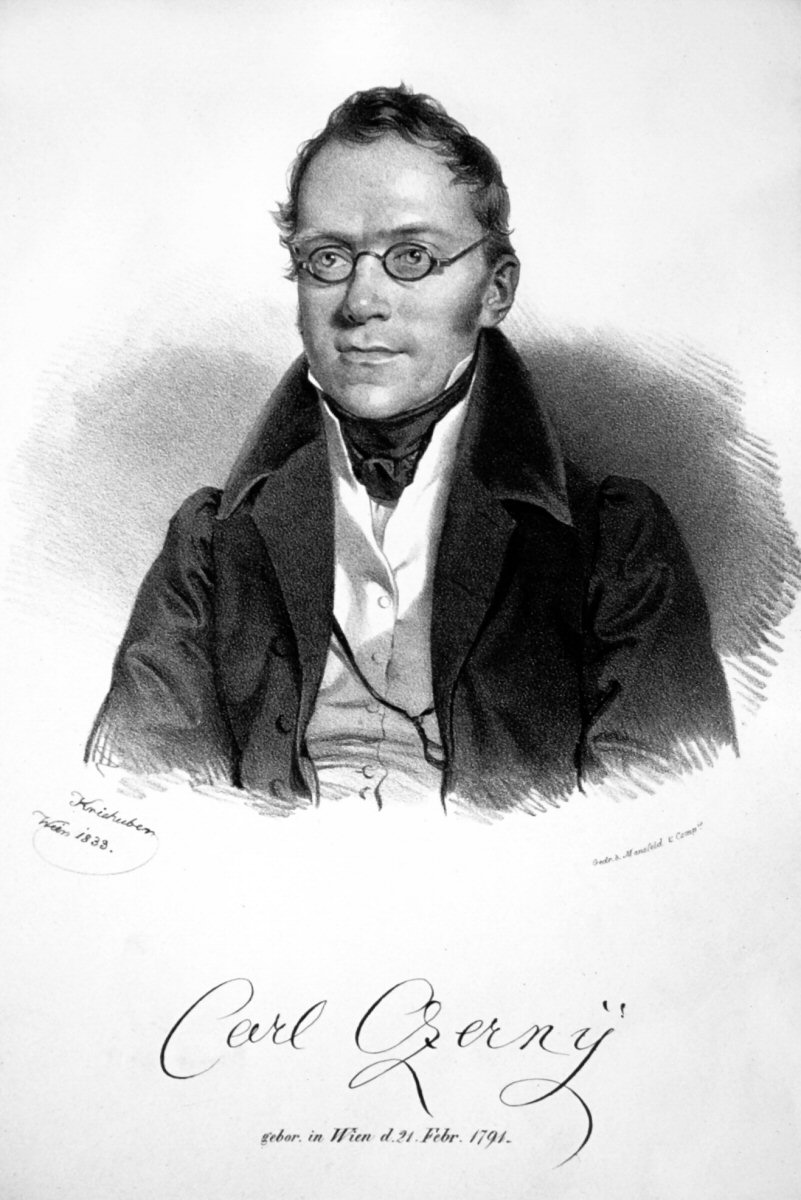
كارل تشيرني، من طباعة جوزيف كريبر، 1833.

كارل تشيرني (بالألمانية: Carl Czerny) هو ملحن وعازف بيانو ومدرس نمساوي من أصل تشيكي، وصلت إنتاجاتُه الموسيقية لأكثر من ألف عمل. وما زالت تُستخدم مؤلّفاته التي ألّفها في تدريس البيانو حتّى اليوم. ولد في 21 فبراير 1791 في فيينا، ودرس في فترة من الفترات على يَد المُلحّن المعروف لودفيج فان بيتهوفن، وتوفي عن عمرٍ يناهز الـ66 في 15 يوليو 1857.

## حياته

### طفولته
ولد كارل في 21 فبراير 1791 في حي ليبولدشتات في فيينا وعُمّد في أبرشية سانت ليوبولد. والديه تشيكيا الأصل، وكانا يتحدثان معه بالبوهيمية. وعائلة تشيرني عائلة موسيقية، فجدّه كان عازفاً للكمان في نيمبورك، ووالده عازف أوبوا وأورغن وبيانو. وعندما كان كارل في عمر الستة شهور، انتقلت العائلة إلى بولندا وعمل والده مُدرساً للبيانو في القصر البولندي، وعاشوا هناك حتّى التقسم الثالث لبولندا مما دفع العائلة للعودة إلى فيينا في 1795.
اعتُبِر كارل طفلاً عبقرياً حيثُ بدأ في العزف في سن الثالثة، وصار يؤلّف مقطوعاته الخاصة في السابعة. وأوّل مدرسِ حظي به هو والده، وصار يعزف في الحفلات في المنزل التي يُقيمها والده. وأول أداء علني أمام الجمهور كان في عام 1800، وعزف فيها مقطوعة كونشيرتو البيانو لموتسارت رقم 24.

### لقاءه مع بيتهوفن
التقى تشيرني بـِ لودفيج فان بيتهوفن عام 1801، وكان عُمر تشيرني آن ذاك 10 سنوات، وقد طلب منه بيتهوفن عزف مقطوعته سوناتا باثاتيك (Op. 13) وأديلايد (Op. 46). وقد أبدى بيتهوفن إعجابه بعزف طفل يبلغ العاشرة فقط، وقَبِل به كتلميذ. وبقي تشيرني تحت رعاية بيتهوفن في الثلاث سنوات اللاحقة. وكان تشرني مُعجباً بأداء بيتهوفن أثناء الحفلات.
تُعتبر الرسائل والسيرة التي كتبها تشيرني عن بيتهوفن مرجعاً أساسياً لحياة بيتهوفن في تلك السنوات. فتشيرني هو أول من لاحظ أعراض مرض بيتهوفن وإصابته بالصمم. وقد كتب تشيرني قبل إعلان بيتهوفن صممه بسنوات: «لاحظتُ أن هناك سائلاً أصفر يظهر باستمرار في أذنيه [يقصد بيتهوفن]». وحافظ تشيرني على علاقته مع بيتهوفن طيلة حياته، وقد أيضاً بعض الدروس لابن أخيه كارل.

### التدريس
في سِن الخامسة عشر، صار تشيرني مُدرساً ناجحاً، ووصل به الحال لإعطاء اثنا عشر درساً خصوصياً في اليوم الواحد لدى بيوت طبقة النُبلاء في فيينا. وأبرز من درسهم وذاع صيتهم هم: ثيودور دولر، وستيفن هيلر، وسيغيسموند ثالبرغ، ويوبولدين بلايتكا، وآنا كارولين أوري. وأشهر تلاميذه هو فرانز ليست الذي أحضره والده في عام 1819 إليه. وقد تدرب فرانز ليست على معزوفات بيتهوفن وكلمنتي وايجنز موشليز وباخ. وقد عاشت عائلة بيست في نفس الشارع الذي عاش به تشيرني، وكان تشيرني معجباً بقدرات الطفل لدرجة أنّه كان يُعلّمه مجاناً.

### وفاته
غادر تشيرني فيينا للقيام برحلة حول أوروبا. وبعد عام 1840 كرّس نفسه لتأليف الموسيقى التعليمية، حيث كتب عدداً كبيراً من مقطوعات البيانو الفردية، وهي تُعتبر دروساً في البيانو من الابتداء إلى الاحتراف. وقد عاد تشيرني إلى فيينا وتوفي فيها عن عُمر يُناهز الـ66، ودُفِن في مقبرة فيينا المركزية.
لم يتزوج كارل في حياته وليس لديه أقرباء، وذهبت ثروته الضخمة التي تركها لصالح الجمعيات الخيرية.

## موسيقاه

### نظرة عامة
ألف كارل تشيرني عدداً هائلاً من المقطوعات الموسيقية، يتجاوز عددها الألف مقطوعة، منها 861 مقطوعة مُصنّفة. وتشمل مؤلّفاته مقطوعات بيانو منفردة، ودراسات، وسوناتا، ودراسات أوبرالية، وموسيقى كورالية، وسيمفونيات، وكونشيرتهات، وأغاني، ورباعيات وترية، وموسيقى الحجرة. وعُرف عن تشيرني تأليفه المقطوعات للأغراض التعليمية.

## روابط خارجية
- كارل تشيرني على موقع IMDb (الإنجليزية)
- كارل تشيرني على موقع الموسوعة البريطانية (الإنجليزية)
- كارل تشيرني على موقع ميوزك برينز (الإنجليزية)
- كارل تشيرني على موقع إن إن دي بي (الإنجليزية)
- كارل تشيرني على موقع أول ميوزيك (الإنجليزية)
- كارل تشيرني على موقع ديسكوغز (الإنجليزية)